# Mörttjärnen (Torps socken, Medelpad, 692496-152740)
Mörttjärnen är en sjö i Ånge kommun i Medelpad och ingår i Ljungans huvudavrinningsområde. Sjön är 13,4 meter djup, har en yta på 0,0629 kvadratkilometer och befinner sig 237,3 meter över havet.

## Delavrinningsområde
Mörttjärnen ingår i det delavrinningsområde (692468-152757) som SMHI kallar för Utloppet av Gälesjön. Medelhöjden är 238 meter över havet och ytan är 3,99 kvadratkilometer. Räknas de 8 avrinningsområdena uppströms in blir den ackumulerade arean 29,76 kvadratkilometer. Gälebäcken som avvattnar avrinningsområdet har biflödesordning 2, vilket innebär att vattnet flödar genom totalt 2 vattendrag innan det når havet efter 71 kilometer. Avrinningsområdet består mestadels av skog (79 procent). Avrinningsområdet har 0,22 kvadratkilometer vattenytor vilket ger det en sjöprocent på 5,6 procent.